# Альберт Ульссон (футболіст)
Альберт Ульссон (швед. Albert Olsson, 28 листопада 1896, Гетеборг — 20 жовтня 1977, Гетеборг) — шведський футболіст, що грав на позиції нападника за клуб ГАІС та національну збірну Швеції.

## Клубна кар'єра
У дорослому футболі дебютував 1919 року виступами за команду ГАІС з рідного Гетеборга, кольори якої і захищав протягом усієї своєї кар'єри гравця, що тривала тринадцять років. Тричі ставав чемпіоном Швеції у її складі, а в сезоні 1926/27 із 24-ма забитими голами виборював титул найкращлго бомбардира шведської футбольної першості.

## Виступи за збірну
1919 року дебютував в офіційних матчах у складі національної збірної Швеції.
У складі збірної був учасником  футбольного турніру на Олімпійських іграх 1920 року в Антверпені.
Загалом протягом дев'ятирічної кар'єри в національній команді провів у її формі 10 матчів, забивши 5 голів.
Помер 20 жовтня 1977 року на 81-му році життя в Гетеборзі.

## Титули і досягнення
- Чемпіон Швеції (3):

ГАІС: 1919, 1922, 1931
- Найкращий бомбардир чемпіонату Швеції (1):

1926/27 (24 голи)